# Ковач, Каталин (эсперантистка)
Каталин Ковач (венг. Kováts Katalin), в замужестве Шмиделиус (венг. Smidéliusz Katalin; род. 16 октября 1957 в Будапеште) — венгерская лингвистка, эсперантистка, математик.

## Биография
Родилась 16 октября 1957 года в Будапеште, Венгрия. Училась в Будапештском университете. Замужем за французом Сильвеном Леларжем. В 2001 году у них родился сын Мартин. Также она мать ещё двух детей: Петры (ранее бывшей членом правления молодёжной организации TEJO) и Бенса Шмиделиус. Вместе с мужем и младшим сыном Каталин Ковач живёт в Нидерландах.
Каталин Ковач выбрала профессию лингвистки. В своей докторской диссертации она проанализировала пропедевтическое значение языка эсперанто. Активно работает в этом направлении в настоящее время. Венгерская лингвистка продолжает проводить много курсов и методических семинаров. Кроме того, чтобы давать теоретические уроки, Ковач также учит преподавателей языков новой методике. Она активно использует свой опыт для совершенствования преподавания эсперанто.
Каталин Ковач занимала высокую должность на кафедре прикладной лингвистики Будапештского университета, где интерлингвистика является основным предметом изучения для будущих лингвистов.
С 1994 года регулярно публикуется в журнале Monato и была заместителем редактора Международного педагогического журнала (IPR) с 1994 по 2006 год. В 2001 году она создала вебсайт edukado.net по изучению эсперанто, и с тех пор продолжает редактировать его. Каталин Ковач является членом Академии эсперанто с 2007 года и председателем экзаменационной комиссии Всемирной эсперанто-ассоциации с 2009 года, соавтором и издателем Pocket Art, автором многих языковедческих статей, публикуемых преимущественно в журнале Internacia Pedagogia Revuo (IPR).